# 賈汪区
賈汪区（かおう-く）は中華人民共和国江蘇省徐州市に位置する市轄区。

## 行政区画
- 街道:老砿街道、大泉街道、大呉街道、潘安湖街道、茱萸山街道、大黄山街道、大廟街道
- 鎮:青山泉鎮、紫荘鎮、塔山鎮、汴塘鎮、江荘鎮